# Het zakmes
Het zakmes (também conhecido como The Pocket-knife) é um filme neerlandês de 1992 dirigido por Ben Sombogaart.

## Elenco
- Olivier Tuinier	... Mees Grobben
- Verno Romney	... Tim
- Adelheid Roosen	... Mees' moeder
- Genio de Groot	... Mees' vader
- Beppie Melissen	... Strenge juf
- Maxim Hartman	... Bert Boot

## Prêmios
| Ano  | Prêmio             | Categoria                       | Resultado |
| ---- | ------------------ | ------------------------------- | --------- |
| 1993 | Emmy Internacional | Melhor Programa Infanto-juvenil | Venceu    |